# Ateuchus viduum
Ateuchus viduum är en skalbaggsart som beskrevs av Blanchard 1846. Ateuchus viduum ingår i släktet Ateuchus och familjen bladhorningar. Inga underarter finns listade.